# Victor-Antoine Carbonnelle
Victor-Antoine Joseph Carbonnelle (né à Tournai le 16 février 1840 et décédé le 1er avril 1927 à Kain) est un industriel et un homme politique tournaisien, bourgmestre de Tournai de 1883 à 1907.

## Biographie
Fils de François Louis Carbonnelle (brasseur-distillateur et maître de poste) et de Colette Neirinck. Au décès de son père en 1862, il assiste, avec son frère Edmond, sa mère dans la direction des affaires familiales.
Il épouse en 1875 Léontine Delye : ils auront 8 enfants. Avec son frère, il arrête la brasserie pour donner une forte impulsion à l’activité de distillerie.
Il s’adonne aussi à la politique, dans le parti libéral. Il est nommé bourgmestre le 6 décembre 1883. Il assume ce mandat jusqu’au 22 octobre 1907. Il décède en 1927 dans sa ville natale. Le conseil communal l’honorera en donnant son nom à une place qui était jusqu’alors celle de l’Entrepôt.
Il était commandeur de l'ordre de Léopold et officier de la Légion d'honneur.

### L’industriel
Il reprend avec son frère Edmond les activités de brasserie-distillerie de ses parents. La brasserie sera fermée mais l’activité de distillerie sera, elle, développée. S’y ajoutent pendant de nombreuses années une fabrique de levure et de potasse et même une tannerie. Florissante, la distillerie  exporte une partie de sa production.En 1898, l’usine est transférée à l’extérieur de la ville dans la commune limitrophe de Kain, en bordure de l’Escaut. En 1916, après le décès de son frère, Victor Antoine devient seul propriétaire. Il transforme en 1924 la distillerie en société anonyme.  Puis il en  laisse la direction  à deux de ses fils : Edouard et Albert.

### Le bourgmestre
Il est conseiller communal de 1868 à 1921 et bourgmestre de 1883 à 1907 soit un quart de siècle.
Ce fut une des périodes les plus importantes de l’activité administrative de l’antique cité. La ville démantelée en exécution du traité de 1859, va pouvoir déverser dans ses faubourgs une partie de la population. Tout le (futur) quartier de la gare va être démoli et donner lieu à de larges artères plus modernes ainsi qu’à une nouvelle place. Cette même période voit le développement important de l’industrie chaufourière. Il veille au développement et à l’organisation de l’enseignement tant primaire que professionnel; il s’intéresse à la distribution  d’eau, à la caisse d’Epargne locale, aux collections et au développement artistique de la ville ( Musée des Beaux arts, Académie, Cercle Artistique). Il fait même construire à ses frais deux bassins avec jets d’eau dans les pelouses du parc de l’Hôtel de Ville.
Toutes ces réalisations lui vaudront la reconnaissance de la population et de ses pairs. Une place à Tournai porte aujourd'hui son nom.